# Corendon Airlines
Corendon Airlines är ett turkiskt flygbolag bildat 2004. Corendon Airlines flyger från svenska flygplatser som till exempel Göteborg Landvetter flygplats, Kristianstad Airport, Malmö Airport och Stockholm Arlanda flygplats. Corendon är ett lågprisbolag och hyrs ofta av charterbolag som tex Detur.

## Flotta
I oktober 2021 bestod Corendons flotta av följande flygplan:
| Flygplan         | Antal | Beställningar | Passagerare |
| ---------------- | ----- | ------------- | ----------- |
| Boeing 737-800   | 16    |               | 189         |
| Boeing 737 MAX 8 | 1     | 3             |             |
| Totalt           | 17    | 3             |             |